# Une espèce de garce
Pour plus de détails, voir Fiche technique et Distribution.
Une espèce de garce (titre original : That Kind of Woman) est un film américain en noir et blanc réalisé par Sidney Lumet, sorti en 1959.
Le film est un remake d'une première version, Le Rêve immolé (The Shopworn Angel) de Richard Wallace (1928) et d'une seconde version, L'Ange impur (The Shopworn Angel, 1938).

## Synopsis
New York, juin 1944. Kay est une Italienne sophistiquée ainsi que la maîtresse d'un industriel millionnaire de Manhattan, connu simplement sous le nom de « The Man ». Il l'utilise pour l'aider à influencer ses contacts au Pentagone. Alors qu'elle se rend de Miami en train avec son amie Jane, elles rencontrent Red, un parachutiste américain beaucoup plus jeune et son sergent George Kelly. Kay et Red entament une relation amoureuse mais finalement, la femme se retrouve déchirée entre sa vie luxueuse dans un appartement de Sutton Place et la perspective du grand amour avec le GI.

## Fiche technique
- Titre : Une espèce de garce
- Titre d’origine : That Kind of Woman
- Réalisation : Sidney Lumet
- Scénario : Walter Bernstein d’après une histoire de Robert Lowry
- Musique : Daniele Amfitheatrof
- Photographie : Boris Kaufman
- Montage : Howard A. Smith
- Direction artistique : Roland Anderson et Hal Pereira
- Décorateur de plateau : Sam Comer et Grace Gregory
- Costumes : Edith Head
- Pays de production :  États-Unis
- Producteurs : Marcello Girosi, Carlo Ponti et Ray Wander producteur associé
- Société de production et de distribution : Paramount Pictures
- Format : noir et blanc — 35 mm — 1,85:1 — son : mono (Westrex Recording System)
- Genre : comédie dramatique, comédie romantique
- Durée : 92 minutes
- Date de sortie :
  - États-Unis : 11 septembre 1959 (New York)

## Distribution
- Sophia Loren : Kay
- Tab Hunter : Red
- Jack Warden : George
- Barbara Nichols : Jane
- Keenan Wynn : Harry Corwin
- George Sanders : A.L.
- Charles Tyner (non crédité) : le père